# Mumija
Mumija je fosilni ostanek sesalcev, še posebej ljudi, katerih koža in meso sta se ohranila, potem ko sta bila namerno oz. naključno izpostavljena kemikalijam, ekstremni vročini, ledu,...
Načrtna priprava mumij v zgodovinskih civilizacijah je bila povezana z vero v posmrtno življenje.

## Mumifikacija
Mumifikacija je postopek ohranitve mumij organizmov ali odlitkov mumij organizmov v sedimentu. Je zelo redek način fosilizacije. V starem Egiptu so mumificirali trupla bogatih ljudi in faraonov, danes pa si mumifikacijo lahko privoščijo tudi že manj premožni.
S truplom so praviloma ravnali takole: najprej so s kovinsko kljuko potegnili skozi nosnico možgane, z nožem so odprli trebušno votlino in odstranili drobovje, sledilo je umivanje, nato so truplo nasolili in posušili. Vse to je trajalo več mesecev. Da se truplo ne bi sesedlo, so ga napolnili z ilovico, peskom, smolami, zvitki platna in dodatki dišečih snovi. Na koncu so truplo zavili v platnene povoje. V ovoje so Egipčani polagali amulete, da bi magični urok pomagal mumiji, da bi se prebudila. Truplo so nato položili v več lesenih krst, ki so bile druga v drugi, in nato še v kamnit sarkofag. 
Mumificiranje je imelo svojega boga - zaščitnika Anubisa. 